# يونغبلودز

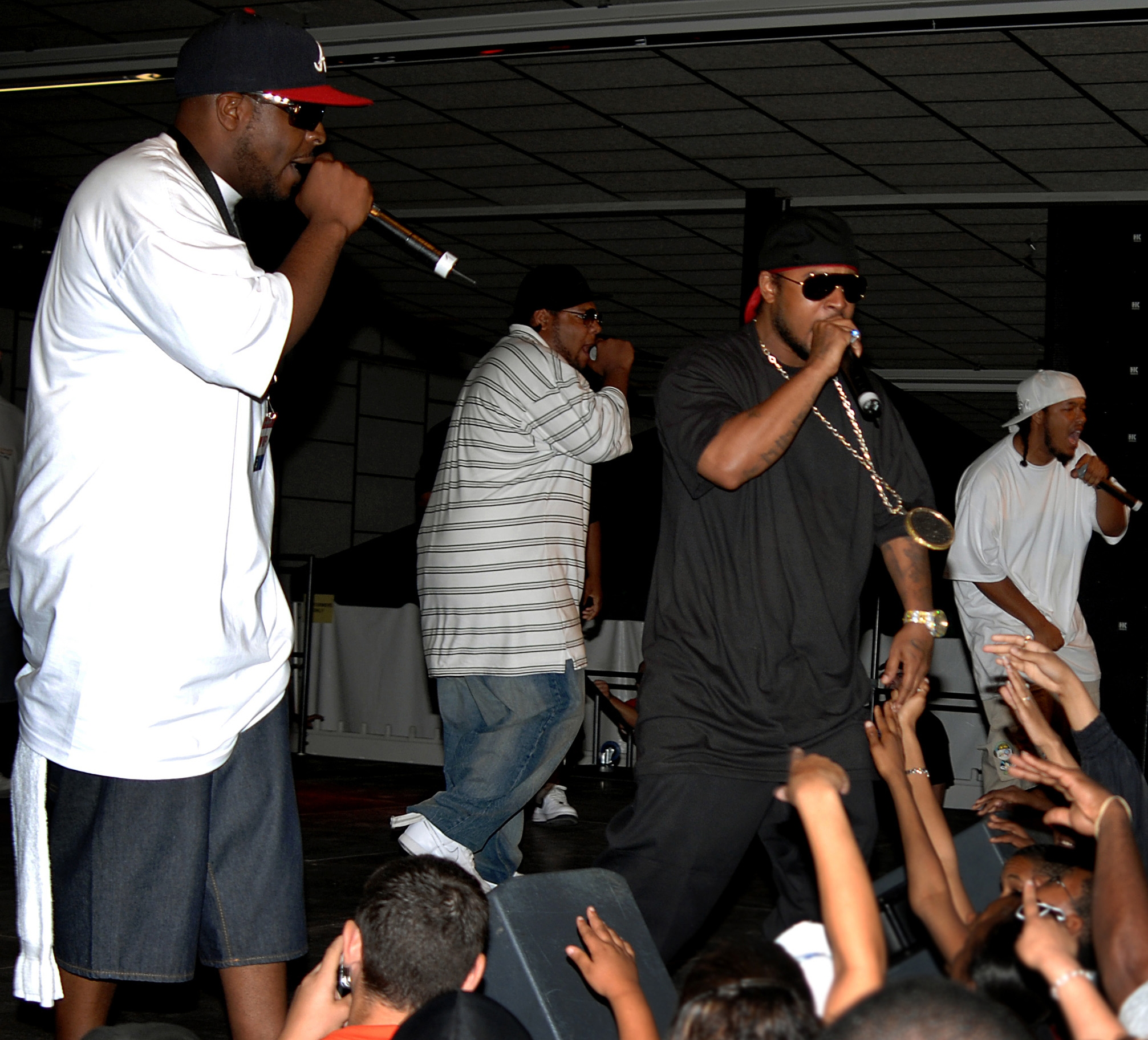
فرقة يونغبلودز في ألمانيا 9يونيو 2007

يونغبلودز (بالإنجليزية: YoungBloodz) هي فرقة الراب الأميركية الجنوبية الثنائية من اتلانتا وجورجيا، التي تضم جيفري (ولد جيفري راي جرجسبي في 4 أكتوبر 1977) وشون ف (المعروف سابقا باسم شون بول، ولكن تغير اسمه لتجنب الخلط بينها وبين دانسهول الريغي الجامايكي الفنان الذي يحمل نفس الاسم) (ولد شون بول جوزيف يوم 7 مارس 1979).

## السيرة
التقى الاثنان في مدينة ديكاتور في مدرسة ميلر غروف ميدل، حيث بدأ الطاقم مع بعض الأصدقاء. ووقع الجانبان على المحاضر LaFace واشتهر الفردي مثل «يو واي» (1999) و"85" (2000)، ويضم كبير من اوت كاست بوي وسترينج كريس. بعد غياب ثلاث سنوات، وعادوا مع «كاديلاك بيم بين»، وسجل نجاحا معتدلا. ومع ذلك، حقق الثنائي نجاحا كبيرا مع «دامن!» التي انتجها ليل جون، والذي بلغ رقم 4 على لوحة أفضل 100، وقد حصلوا على لقب (أفضل 10 إصابات). وبعد ذلك بعامين، عادوا مع «داتز مي» يضم يونغ باك، وهو عضو في فريق جي يونيت وليل جون «الرئاسي». أفرج عنهم للمرة الثانية واحد، «تشوب تشوب» من ألبومهم الثالث، إيفري بودي نو مي (الجميع يعرفني)، التي انتجتها ستورش سكوت. الأغنية YoungBloodZ «I'mma شاين» كانت واردة في فيلم (ستيب أب ثري دي) 2006 وحتى في الموسيقى التصويرية له. ووصل الصوت رقم واحد على الموسيقى التصويرية لوحة الأمريكية في عام 2006. جعل شون ف العديد من المظاهر في الضرب الفردي بما في ذلك نعتز و«نفعل ذلك لذلك (Do it to it)»، Sammie و: «يجب ان تكوني فتاتي»، وليل جون في «عض أصابعك!» مع البريد - 40. وهو يعمل حاليا على مشروع منفرد في إطار الترفيه Cornerstore / التي من المقرر الإعلان عنه في وقت ما في المستقبل القريب. أول مسؤول واحد بعنوان "Im Hoodstar" والتي تنتجها هوليوود.

## المسائل والإدعاءات القانونية
ألقي القبض على عضوين في 1 يونيو 2006 بشأن تهم تعاطي وتجارة المخدرات وحيازة الأسلحة في اتلانتا مع أعضاء الوفد المرافق لها. جي بوي وسين بي لم يكن لديهم أي مشاكل مع القانون قبل هذا الاعتقال. وأسقطت كافة الاتهامات عندما حضروا جلسة في أواخر أيار / مايو 2007.

## وصلات خارجية
- يونغبلودز على موقع ميوزك برينز (الإنجليزية)
- يونغبلودز على موقع أول ميوزيك (الإنجليزية)
- يونغبلودز على موقع ديسكوغز (الإنجليزية)